# فرانك هودجكينسون
فرانك هودجكينسون (بالإنجليزية: Frank Hodgkinson)‏ هو رسام أسترالي، ولد في 23 أبريل 1919 في سيدني في أستراليا، وتوفي بنفس المكان في 20 أكتوبر 2001.